# Heilig Kreuz (Stein am Kocher)

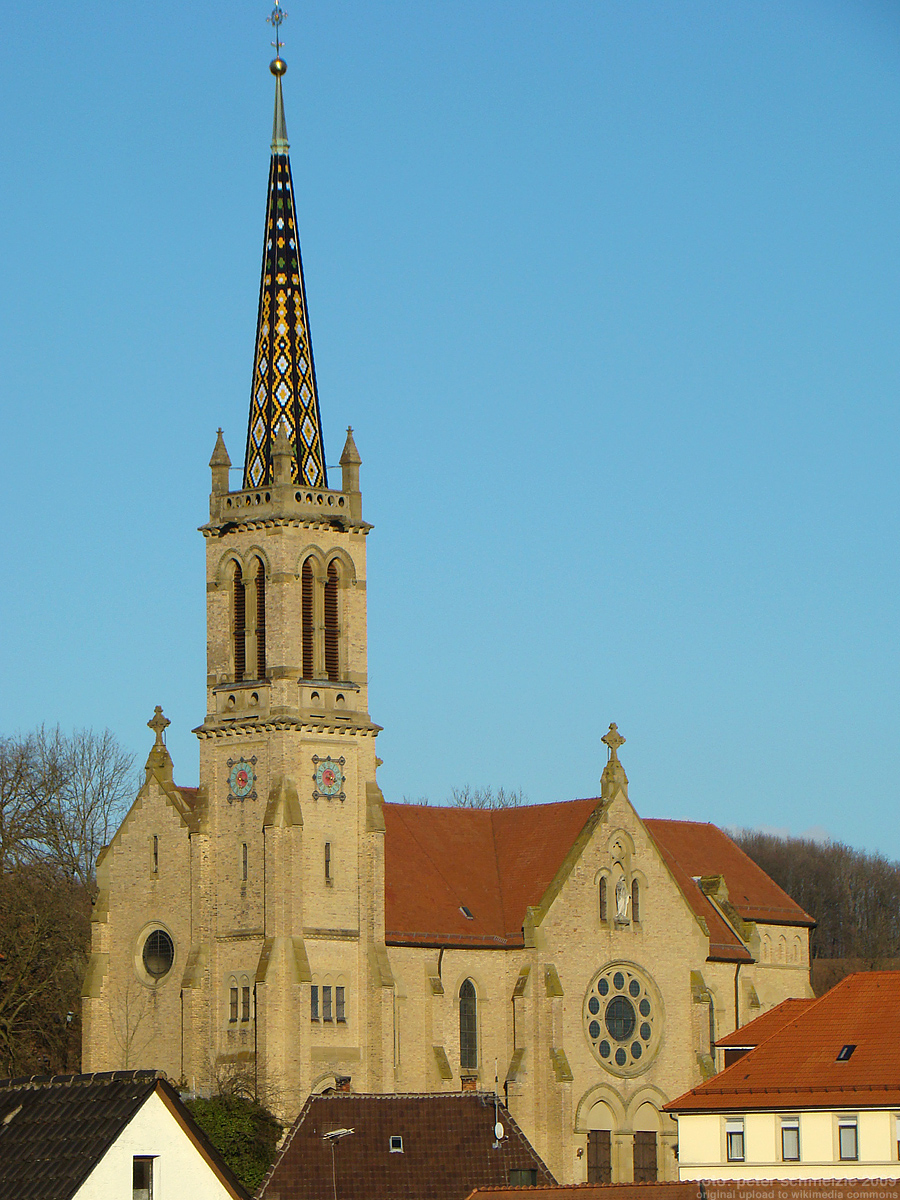
Pfarrkirche Heilig Kreuz in Stein am Kocher

Die Pfarrkirche Heilig Kreuz ist eine von 1881 bis 1884 erbaute Kirche im Stil der Neogotik in Stein am Kocher, einem Ortsteil von Neuenstadt am Kocher im Landkreis Heilbronn im nördlichen Baden-Württemberg. Die Kirchengemeinde gehört zum Dekanat Heilbronn-Neckarsulm der Diözese Rottenburg-Stuttgart.

## Geschichte
Vorgängerbau der Kirche auf dem Schlossberg oberhalb des Ortes war die ursprünglich aus dem 11. Jahrhundert stammende Burgkapelle der früheren Burg zum Stein, die 1501 von Philipp von Weinsberg und 1725 unter von Dalberg erneuert wurde und 1835 in den Besitz der Gemeinde kam. Stein am Kocher war bis 1778 Filialgemeinde von Kochertürn, bevor die Gemeinde eigenständige Pfarrgemeinde und die Kirche zur Pfarrkirche wurde. Das heutige Kirchengebäude wurde von 1881 bis 1884 nach Plänen von Ludwig Maier im Stil der Neogotik erbaut und 1987 bis 1994 umfassend renoviert.

## Beschreibung

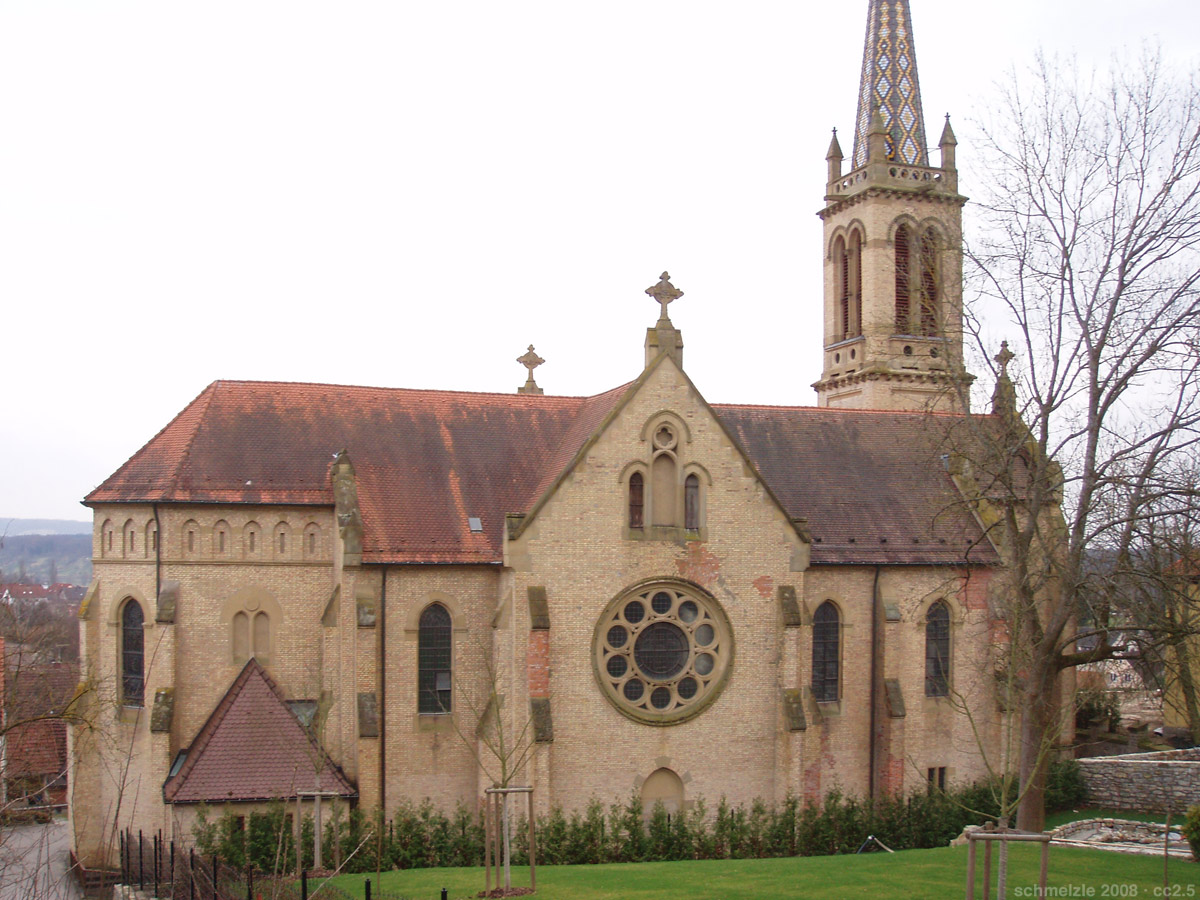
Die Pfarrkirche von Norden gesehen

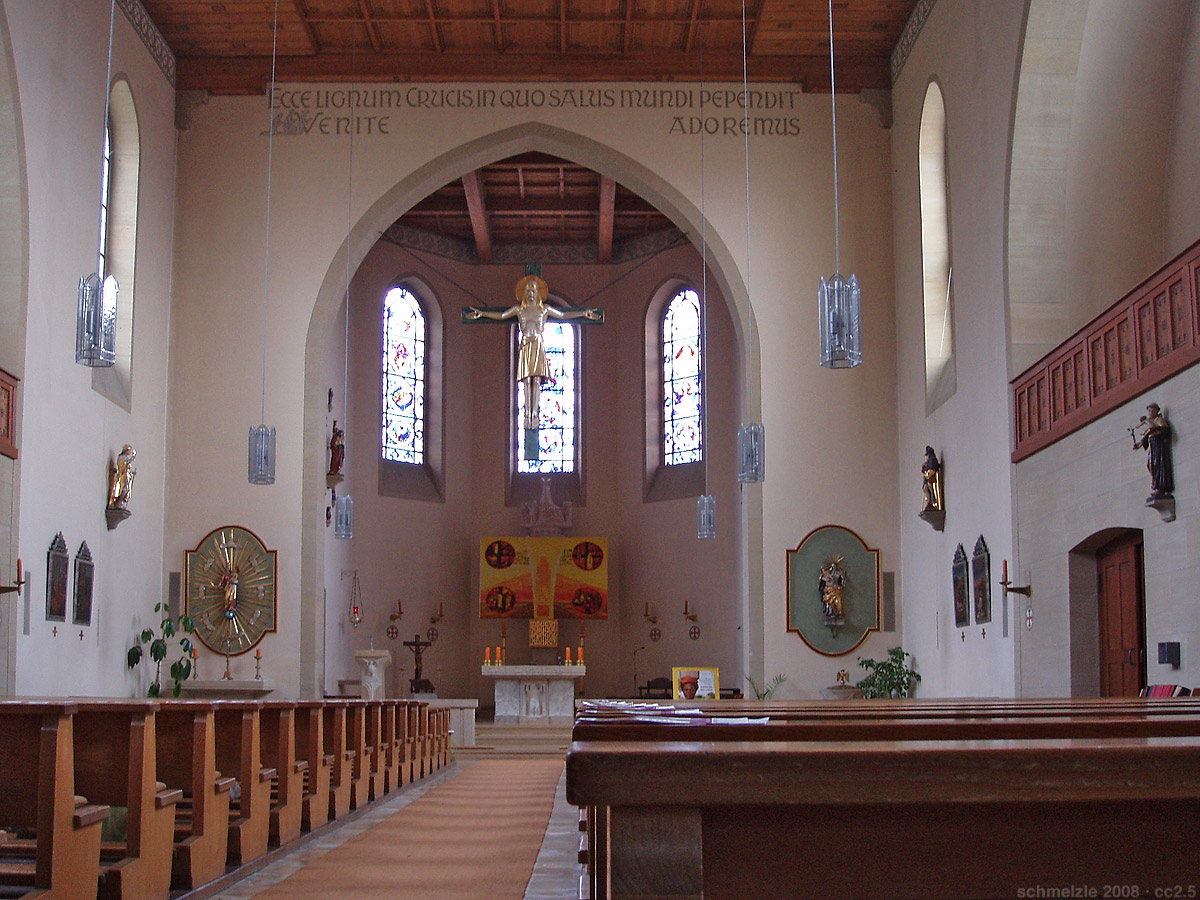
Blick zum Chor

Der eingezogene Chor mit Drei-Achtel-Schluss schließt nach Osten an das fünfjochige Langhaus an. An der Südwestecke befindet sich der Kirchturm. Durch ein in der Mitte des Langhauses eingezogenes wuchtiges Querhaus hat die Kirche wie viele Heilig-Kreuz-Kirchen einen annähernd kreuzförmigen Grundriss. Das Hauptportal befindet sich im südlichen Quergiebel, während der nördliche Quergiebel eine Seitenkapelle mit einer Pietà birgt. Die Giebelseiten des Querhauses sind jeweils mit großen Rosettenfenstern versehen, deren Licht über Galerien in das Kircheninnere fällt. Im Westen befindet sich eine, von zwei mit Rundbögen verbundenen Säulen getragene, steinerne Empore mit hölzerner Brüstung, auf der sich die Orgel befindet. Chor und Langhaus sind von einer flachen bemalten Holzdecke überspannt, die Gestaltung der Holzdecke korrespondiert mit der weiteren hölzernen Einrichtung (Gestühl, Türen, Emporenbrüstung, Galeriebrüstungen).
Die Ausstattung der Kirche ist vergleichsweise kleinteilig und schlicht. Es gibt keinen Hochaltar, sondern lediglich einen Zelebrationsaltar mit passendem Ambo und Sakramentshaus im Chor. Darüber ist ein etwa lebensgroßes Kruzifix, unter dem mit einer Inschrift versehenen spitzbogigen Triumphbogen, aufgehängt. Links vom Chordurchlass befindet sich ein einfacher Marienaltar, rechts davon ist der Taufstein. In Chor und Langhaus befinden sich noch mehrere zumeist kleinere Figuren und Kreuzwegstationen. Eine Madonnenfigur, eine Josephsfigur sowie der Taufstein von 1755 stammen noch aus dem Vorgängerbauwerk.

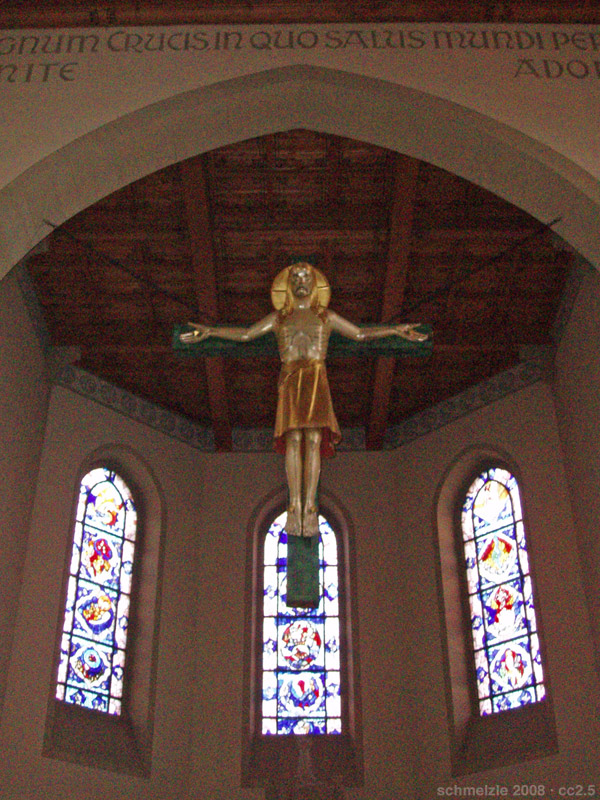
Altarkruzifix
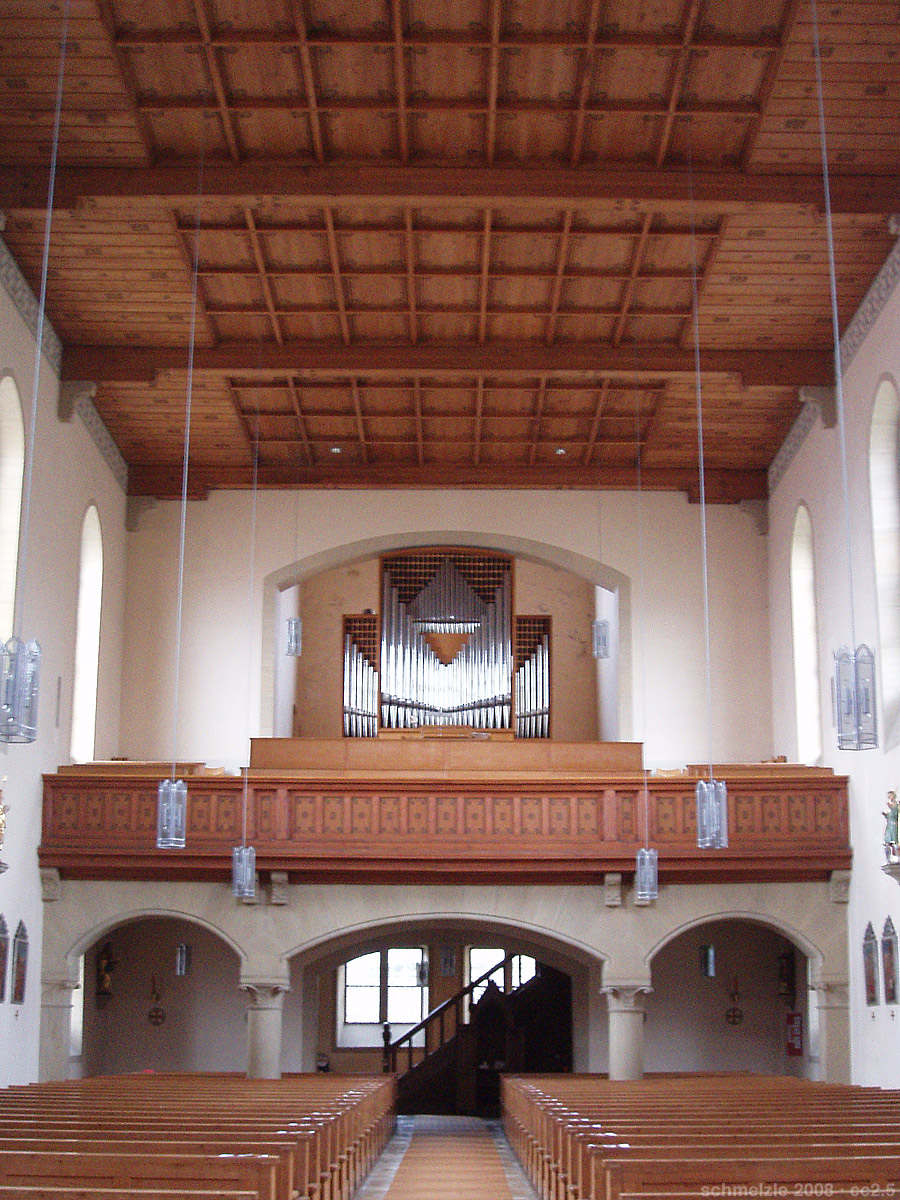
Orgelempore
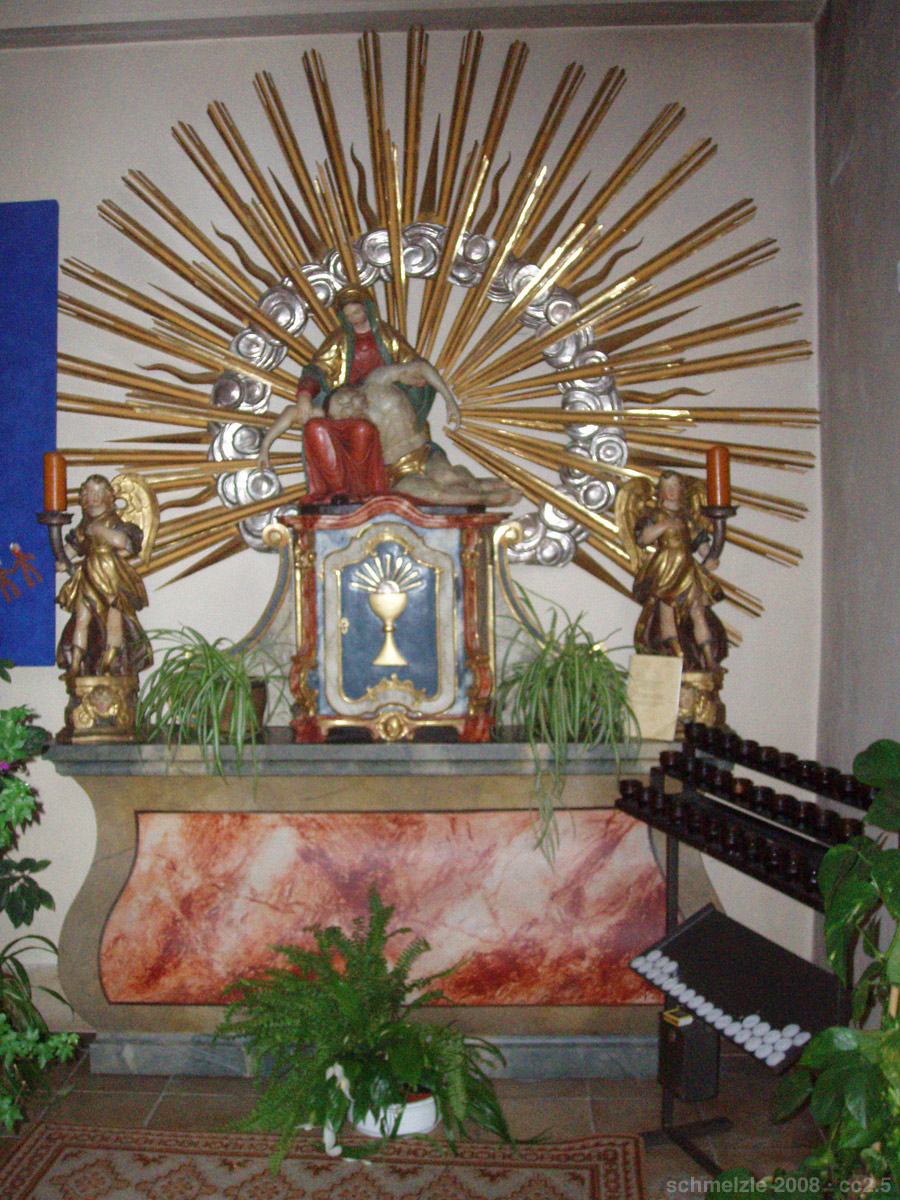
Pietà in Seitenkapelle